# Henry Vaughan
Henry Vaughan (Llansantffraed, Breconshire, Gales, 17 de abril de 1622 - Ibid., 28 de abril de 1695) fue un importante poeta metafísico galés. Escribió poemas de índole profano, aunque destacó por su poesía mística y religiosa.

## Biografía
Se educó en Oxford y en Londres, donde estudió Derecho. Con la guerra civil inglesa volvió a su tierra natal, de la que no se movería ya hasta su muerte. En 1646 compuso su libro Poems, con una continuación al año siguiente. Tras leer a George Herbert cambió su estilo, dejando sus poemas «profanos» y tomando una nueva temática religiosa.
En 1650 comenzó a ejercer la Medicina, oficio que no abandonó en el resto de su vida. En 1652 se publica su libro en prosa Mount of Olives: or, Solitary Devotions, que mostró tanto sus habilidades poéticas como su profunda convicción religiosa. Tradujo mientras tanto obras morales, religiosas y médicas en prosa.